# Sindrome fetale da citomegalovirus
La sindrome fetale da citomegalovirus o citomegalovirus congenito (in sigla CMVc) o infezione da citomegalovirus congenita o infezione prenatale da citomegalovirus è una fetopatia caratterizzata da un gruppo di sintomi che possono verificarsi quando un feto viene infettato dal citomegalovirus durante la gravidanza. Il citomegalovirus umano (CMV) è un virus onnipresente a DNA specifico per l'uomo, appartenente alla famiglia degli Herpesviridae. Fu Goodpasture nel 1920 a riconoscere le inclusioni nelle cellule infette ed a introdurre il termine "citomegalia", successivamente utilizzato da Weller nel nome del virus,  per riferirsi alla loro natura ingrandita e rigonfia. La stragrande maggioranza delle infezioni da CMV nei bambini e negli adulti sani è asintomatica o autolimitantesi. Ma quando una donna gravida, positiva al CMV, trasmette il virus in utero,  il CMV può produrre parto prematuro o aborto spontaneo o morte fetale o gravi problemi di salute e/o disabilità nel nascituro. Le donne incinte sane non sono particolarmente a rischio per la malattia da infezione da CMV. Quando vengono infettate da CMV, la maggior parte delle donne non presenta sintomi e pochissime hanno una malattia simile alla mononucleosi infettiva . Sono i loro feti in via di sviluppo che possono essere a rischio di malattia congenita da CMV. Il CMV rimane la causa più importante di infezione virale congenita e le infezioni primarie intrauterine sono più comuni di altre infezioni e sindromi ben note, tra cui la sindrome di Down, la sindrome alcolica fetale, la spina bifida e l'HIV/AIDS pediatrico.
L'infezione della gestante può essere primaria, se non era mai stata infettata precedentemente, oppure una riattivazione di una infezione precedente oppure una reinfezione con un diverso ceppo virale. Il rischio di trasmissione al feto per l’infezione primaria varia fra il 30% e il 40% nel primo e secondo trimestre e fra il 40% e il 70% nel terzo trimestre. Il rischio di trasmissione a seguito di infezione secondaria è invece molto più basso (1-2%). L'infezione congenita da CMV è l'infezione congenita più comune al mondo e nel mondo sviluppato è la principale causa non genetica di ipoacusa neurosensoriale (SNHL) nei bambini oltre che un'importante causa di ritardo dello sviluppo neurologico. I neonati affetti dall'infezione congenita da CMV possono presentare epatomegalia, splenomegalia, ittero, polmonite, ritardo della crescita prenatale, petecchie, porpora e trombocitopenia. L'infezione congenita da CMV può anche comportare gravi sequele neurologiche, compresa la microcefalia, le calcificazioni intracraniche, la sordità neurosensoriale, la corioretinite, la disabilità motoria e cognitiva e l'epilessia. Alcuni neonati affetti da citomegalovirus congenito possono presentare segni di infezione alla nascita, mentre altri potrebbero non sviluppare sintomi per due o più anni. Di solito, le sequele del CMVc causate da un'infezione primaria nella madre sono normalmente più gravi rispetto a quelle causate dalla riattivazione di un'infezione latente.
La trasmissione verticale dell'infezione da CMV può svilupparsi anche immediatamente prima e durante o subito dopo il parto e viene definita rispettivamente infezione da CMV perinatale e infezione postnatale. L'acquisizione perinatale del CMV di solito si verifica in seguito all'esposizione a secrezioni infette nel canale del parto. Quella postnatale attraverso l'allattamento al seno. La maggior parte di queste infezioni è asintomatica. In alcuni studi, il CMV acquisito attraverso il latte materno è stato indicato come una forma di immunizzazione naturale, studi più recenti non supportano questa tesi , specie nei neonati prematuri e/o sottopeso.

## Epidemiologia
In tutto il mondo, circa 1 bambino su 100-500 nasce con CMV congenito. Circa 1 su 3000 mostrerà sintomi e 1 su 7000 morirà.  Approssimativamente l’1% di tutti i neonati sono portatori di infezione congenita da CMV, con una prevalenza dell’infezione che va dallo 0,2 al 2,2% . In Italia, è stata stimata un’incidenza pari all’1.1%, vale a dire che ogni anno su 500 000 nati vivi approssimativamente 5500 sono infetti. L'incidenza dell'infezione primaria da CMV nelle donne in gravidanza negli Stati Uniti varia dall'1% al 3%. L'infezione congenita da CMV si verifica quando la madre subisce un'infezione primaria (o una riattivazione) durante la gravidanza. A causa della minore sieroprevalenza del CMV nei paesi industrializzati e nei gruppi socioeconomici più elevati, le infezioni congenite sono in realtà meno comuni nelle comunità più povere, dove più donne in età fertile sono già sieropositive. Nei paesi industrializzati fino all'8% delle madri sieronegative per CMV contraggono l'infezione primaria da CMV durante la gravidanza, di cui circa il 50% si trasmetterà al feto. Alla nascita, l'85-90% dei neonati infetti è asintomatico e il 10-15% presenta un'infezione clinica manifesta (malattia sintomatica). Tra il 10-15% dei feti infetti sintomatici la mortalità perinatale è circa del 30% ed il 70% dei sopravvissuti avrà sequele prevalentemente neurologiche. La restante quota di neonati infetti asintomatici alla nascita (85-90%) può sviluppare sequele neurologiche e neurosensoriali a distanza nel 5-15% dei casi.  10-15% dei bambini asintomatici alla nascita svilupperà effetti neurologici a lungo termine. SNHL si trova nel 35% dei bambini con CMV, deficit cognitivi sono stati trovati nel 66% dei bambini con CMV.  Considerando anche coloro che non sono infetti congenitamente e contraggono l'infezione durante il parto o attraverso il latte materno l'infezione da CMV si verifica in circa l'1% di tutti i neonati.

## Eziopatogenesi
Il CMV è il membro più grande della famiglia degli herpesvirus, con un genoma di DNA a doppio filamento di oltre 240 kbp, in grado di codificare più di 200 potenziali prodotti proteici. La funzione della maggior parte di queste proteine rimane poco chiara. Come per gli altri herpesvirus, la struttura della particella virale è quella di un capside icosaedrico, circondato da un involucro esterno a doppio strato lipidico.
Poco si sa sui meccanismi molecolari responsabili della patogenesi del danno tissutale causato da CMV nell'infezione congenita da CMV. I meccanismi con cui il CMV danneggia il feto sono complessi e probabilmente includono una combinazione di danno cellulare fetale diretto (in particolare nel cervello fetale) indotto da prodotti genici patologici codificati da virus, una risposta immunitaria materna incompleta incapace di controllare completamente l'infezione e l'impatto dell'infezione sulla funzione placentare, compreso il trasporto di ossigeno e substrato.
La trasmissione intrauterina del virus si presume che sia per via transplacentare durante la fase di viremia materna; l’infezione della placenta costituisce infatti il primo passo verso l’infezione fetale, come dimostrato dalle alterazioni istopatologiche placentari che invariabilmente accompagnano l’infezione congenita: il reperto istopatologico tipico dell’infezione placentare è rappresentato da villite linfoplasmocitosica cronica, associata a necrosi focale e vasculite.
Nell'infezione da CMV della gestante, la placenta svolgerebbe sia una funzione reservoir sia una funzione barriera.
È controverso il ruolo dell'immunità materna nel mitigare la virulenza dell'infezione feto/neonatale; alcuni studi avevano suggerito che l'infezione congenita trasmessa da una infezione materna non primaria fosse solitamente asintomatica e raramente gravata da sequele. Tuttavia, osservazioni successive hanno segnalato la possibilità di gravi manifestazioni cliniche alla nascita e di deficit neurologici permanenti anche nei casi di infezione congenita da infezione materna ricorrente
All’infezione placentare segue probabilmente una diffusione dell’infezione nelle cellule amniotiche, che vengono assunte dal feto. Il virus si replica nell’orofaringe e penetra successivamente nel circolo ematico fetale. L’infezione fetale è caratterizzata da una prima fase viremica; successivamente CMV si replica con un potente effetto citopatico in vari organi e tessuti, quali il sistema nervoso centrale (SNC), il fegato, l’orecchio interno, il rene; un ruolo importante nella penetrazione del virus nei vari organi è stato attribuito alla sua capacità di infettare e danneggiare prevalentemente le cellule endoteliali.
Il CMV può anche essere trasmesso perinatalmente, sia per aspirazione di secrezioni cervicovaginali nel canale del parto, sia per allattamento. Più del 50% dei bambini allattati con latte materno che contiene virus infettivo viene infettato da CMV.
La trasmissione intrauterina, dopo una infezione materna primaria, avviene in media nel 40% dei casi (rischio di trasmissione variabile dal 24 al 75% nei vari studi)  Altre fonti di infezione neonatale sono i fluidi corporei che sono noti per contenere titoli elevati negli individui con muta: saliva (<107 copie/ml) e urina (<105 copie/ml)  sembrano vie di trasmissione comuni. Le conoscenze scientifiche relative alla patogenesi dell'infezione da CMV e al danno nello sviluppo del SNC fetale sono scarse a causa del numero insufficiente di casi negli studi autoptici e della specificità umana del virus che limita l'istituzione e lo sviluppo di modelli animali. Il tessuto embrionale umano può essere uno strumento efficace per studiare il meccanismo dell'infezione da CMVc nel neurosviluppo. Gabrielli e altri hanno studiato 45 embrioni a 21-22 settimane e hanno scoperto che un titolo virale più alto negli organi corrispondeva a risposte immunitarie più gravi e danni agli organi. Hanno suggerito che i difetti dello sviluppo del SNC indotti dall'infezione da CMVc principalmente attraverso i seguenti meccanismi: nell'encefalo, l'infezione da CMV può causare direttamente risposte immunitarie inadeguate e nella placenta, l'infezione da CMV porta a disfunzione placentare e ipossia fetale, che indirettamente compromettono lo sviluppo dell'encefalo. Un in vitrostudio ha confermato che non esisteva alcuna differenza nella suscettibilità all'infezione da CMV, indipendentemente dall'età gestazionale del tessuto donatore, e hanno scoperto che la differenziazione dell'inizio promuoveva almeno parzialmente l'infezione da CMV.
Il CMV può infettare quasi tutti i tipi di cellule ma ha un tropismo marcatamente più elevato per le cellule staminali/cellule radiali. La densità delle cellule CMV-positive e il tropismo del CMV per le cellule staminali/progenitrici erano i due fattori cruciali che determinavano gli esiti neuropatologici nelle prime fasi dello sviluppo fetale negli individui con infezione da CMV. La proteina IE2 codificata dal CMV umano può regolare negativamente la proliferazione e l'auto-rinnovamento delle cellule staminali neurali riducendo il numero di cellule staminali neurali, portando alla microcefalia nelle fasi postnatali e sopprimendo la migrazione dei neuroni neonatali, che interrompe la connettività tra neuroni.
In conclusione, l'infezione da CMV può inibire la proliferazione e la differenziazione delle cellule staminali neurali e i prodotti genici di CMV sono coinvolti nell'apoptosi delle cellule staminali neurali e nelle anomalie dell'autofagia, che portano a infezioni del sistema nervoso e disturbi dello sviluppo neurologico.  Inoltre, IL-10 può proteggere il tessuto cerebrale dal danno neurologico dovuto all'infezione da CMV inibendo l'attivazione neuroimmune indotta dalle chemochine e quindi limitando il danno all'encefalo. Inoltre, la sordità grave è stata associata a una moderata disfunzione vestibolare e sono state riportate degenerazione cellulare, fibrosi e calcificazione diffuse nella coclea e nel sistema vestibolare di un paziente di 14 anni con estese sequele dovute all'infezione da CMVc, suggerendo che gli effetti citopatici virali durante lo sviluppo del sistema uditivo portano a danni cellulari e disfunzione vestibolare, che possono costituire il meccanismo di perdita dell'udito causata dall'infezione da CMVc.

## Diagnosi

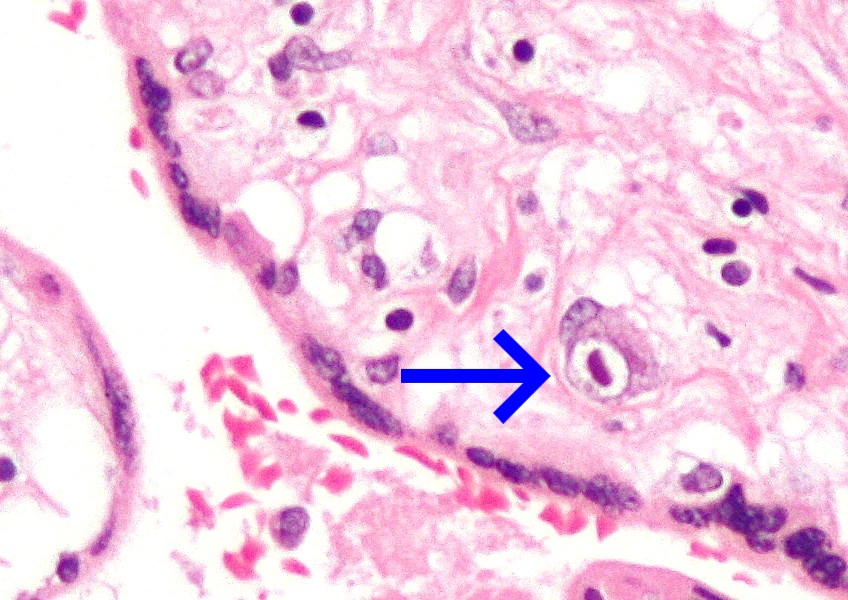
Immagine istologica di cellule della placenta infettate da CMV dal caratteristico aspetto a occhio di civetta

Le persone infette da CMV sviluppano anticorpi contro di esso, inizialmente IgM, poi IgG che indicano rispettivamente l'infezione e l'immunità attuali.
Nonostante il suo onere sanitario, sociale ed economico, l'infezione congenita da CMV spesso non viene rilevata alla nascita perché la maggior parte dei neonati affetti è asintomatica o presenta sintomi sufficientemente aspecifici da non indurre i medici a sospettare l'infezione da CMV. I programmi di screening, sia nelle donne in gravidanza che nei neonati, non sono stati sviluppati o implementati in molti paesi. Negli ultimi anni uno degli ostacoli all'attuazione di un programma di screening neonatale è stata la mancanza di un test di screening adatto per analisi ad alto rendimento. Negli USA i Centri per il controllo e la prevenzione delle malattie (CDC) non raccomandano lo screening materno di routine per l'infezione da CMV durante la gravidanza perché
- La maggior parte dei test di laboratorio attualmente disponibili per identificare una prima infezione può essere difficile da interpretare,
- I test attuali non possono prevedere se il feto può essere infettato o danneggiato dall'infezione,
- La mancanza di un trattamento comprovato per prevenire o curare l'infezione del feto riduce i potenziali benefici dello screening prenatale.

Tradizionalmente, l'isolamento del virus dall'urina o dalla saliva nelle colture di tessuti è stato il metodo standard per diagnosticare l'infezione congenita da CMV. Questa tecnica richiede molto lavoro e risorse, richiede colture di tessuti e quindi non è adatta per scopi di screening diffusi. L'ottimizzazione della tecnologia della reazione a catena della polimerasi in tempo reale (PCR) ha portato a importanti progressi nelle possibilità diagnostiche, poiché è suscettibile di automazione, è a basso costo ed è improbabile che sia influenzata dalle condizioni di conservazione e trasporto del campione.
Il test materno per l'immunoglobulina M (IgM) da CMV è l'indagine più utilizzata per rilevare l'infezione materna primaria, ma le IgM possono anche essere positive in caso di reinfezione o riattivazione. CMV IgM raggiunge il picco nei primi 1-3 mesi e può persistere fino a 12 mesi. Inoltre, i risultati falsi positivi di IgM non sono infrequenti in presenza di qualche altra patologia autoimmune o infezione virale. A causa delle difficoltà associate all'interpretazione dei risultati delle IgM, l'avidità sierica delle immunoglobuline G (IgG) può essere un'indagine utile per distinguere tra infezione materna primaria e reinfezione o riattivazione. Il test di avidità degli anticorpi rileva la forza del legame tra l'anticorpo polivalente e l'antigene. Le IgG seriche rilevate fino a 18 settimane dopo un'infezione materna primaria hanno un'avidità da bassa a moderata, mentre le IgG ad alta avidità possono persistere per anni. Pertanto, un'elevata avidità è rilevabile solo in precedenti infezioni da CMV. Se interpretate congiuntamente, la bassa avidità delle IgG materne e le IgM rilevabili nel sangue della madre possono essere indicatori fermi di un'infezione materna primaria positiva.
L'identificazione prenatale del CMV è cruciale per pianificare le misure terapeutiche potenzialmente necessarie e anche per fornire tempestive cure e informare riguardo ai potenziali rischi di infezione congenita da CMV la famiglia. 
| Almeno un'anomalia extracerebrale tra: intestino iperecogeno di 2º e 3º grado; anomalia del volume di liquido amniotico (Oligoopoliidramnios ); restrizione della crescita fetale ascite e/o versamento pleurico; edema cutaneo; idrope fetale; placentomegalia >40mm; epatomegalia; splenomegalia; calcificazioni epatiche |
| Diagnosi ecografica (ecodoppler dell'arteria cerebrale media) di anemia fetale; e/o una anomalia cerebrale isolata tra: ventricolomegalia moderata isolata <15mm; calcificazione cerebrale isolata; sinechia intraventricolare isolata; vasculopatia dei vasi lenticolostriati                                              |
| reperti di laboratorio su sangue fetale suggestivi di infezione da CMV: viremia fetale >3,000 copie/ml; conta piastrinica <100,000/mm3. |

L'amniocentesi per la rilevazione del DNA del CMV è lo strumento più efficace nella diagnosi prenatale dell'infezione congenita da CMV. Questa amniocentesi diagnostica dovrebbe essere eseguita idealmente dopo 21 settimane di gestazione e 6 settimane dopo l'infezione materna primaria. È noto un rischio di un risultato falso negativo se l'amniocentesi viene eseguita prima della 21ª settimana di gestazione.
L'identificazione nei neonati del CMV è cruciale per determinare la presenza del CMVc e adottare tempestivamente cure e misure per la sua gestione.
In considerazione delle vie dei programmi di screening metabolico e genetico esistenti in molti paesi, le macchie di sangue essiccato (DBS) sono state ipotizzate come un pratico campione di screening per l'infezione congenita da CMV.  Nel complesso, la sensibilità della DBS PCR variava dal 28,3%  utilizzando un dosaggio di primer singolo al 34,4% utilizzando un dosaggio doppio del primer. La specificità di entrambi i protocolli PCR era del 99,9%. Altri studi hanno riportato una sensibilità variabilmente più elevata del rilevamento del DNA di CMV mediante PCR in DBS, fino al 100%, ma tutti erano studi retrospettivi o studi prospettici di popolazioni selezionate con infezione da CMV nota . Le ragioni di questa grande variabilità di sensibilità potrebbero essere legate a problemi tecnici (metodo di estrazione del DNA, protocollo PCR, quantità di maculato), ma potrebbero anche essere dovute al fatto che non tutti i bambini con infezione congenita da CMV, sia sintomatica che asintomatica , hanno una viremia rilevabile alla nascita.
Al momento e con i metodi disponibili, il test del CMV con DBS real-time PCR non è quindi adatto ai fini dello screening del CMV e la sua principale utilità rimane la diagnosi retrospettiva di infezione congenita da CMV nei bambini che presentano sequele a insorgenza ritardata. In queste situazioni, tuttavia, un risultato positivo conferma l'infezione congenita da CMV, ma un risultato negativo non esclude l'infezione congenita da CMV.
A differenza dei campioni DBS, l'analisi PCR in tempo reale sui tamponi salivari ha prodotto risultati eccellenti, sia per i tamponi essiccati all'aria che per i tamponi inviati al laboratorio in mezzo di trasporto virale . La sensibilità e la specificità riportate del test PCR sulla saliva liquida (quelli inviati nei mezzi di trasporto virale) sono state rispettivamente del 100% e del 99,9% . Per il test PCR con saliva secca la sensibilità e la specificità erano rispettivamente del 97,4% e del 99,9% . Il tasso di falsi positivi è stato inferiore allo 0,03%; quindi se il test PCR della saliva viene utilizzato per lo screening dei neonati, un risultato di screening positivo deve essere confermato entro le prime 3 settimane di età per evitare risultati di screening falsi positivi. L'eccellente sensibilità analitica e la facilità di raccolta della saliva nei neonati rendono questo campione vantaggioso per lo screening neonatale del CMV.
La diagnosi di CMVc nei neonati può essere fatta solo se il virus viene rilevato durante la prima settimana di vita. I bambini visivamente sani di cui manchino diagnosi prenatali non vengono testati di routine per l'infezione da CMV, sebbene solo il 10-20% degli affetta da CMVc mostri segni di infezione alla nascita anche se fino all'80% può continuare a mostrare segni di infezione prenatale in età avanzata.

### Indagine con imaging
I reperti di indagini con ecografia cerebrale o RM o TC osservabili nei neonati con infezione congenita da CMV includono:
- Calcificazioni cerebrali: costituiscono il reperto più frequente . Sono per lo più localizzate in sede subependimale e a livello dei nuclei della base; possono essere associate a immagini a candelabro a livello talamico, segno di vasculite dei vasi lenticolo-striatali.
- Radiolucenza periventricolare alla TC (iperecogenicità periventricolare all'ecografia).
- Ventricolomegalia, legata ad ostruzione dei forami di Luska e Magendie.
- Cisti.
- Disordini della migrazione neuronale (pachigiria, lissencefalia, displasia corticale): possono interessare sia la corteccia cerebrale sia la cerebellare e sembrano dovuti ad azione teratogena del virus.

CMV è considerato il principale agente infettivo coinvolto nella eziologia di differenti disordini della migrazione neuronale. Alla luce delle conoscenze di embriologia, analizzando le immagini neuroradiografiche di neonati con infezione congenita da CMV acquisita in età gestazionali diverse, è stato suggerito che la presenza di lissencefalia è correlata ad un insulto verificatosi prima della 16ª-18ª settimana di gestazione, mentre la polimicrogiria è compatibile con un danno avvenuto fra la 18ª e la 24ª settimana.

### Diagnosi differenziale
Nel neonato con CMVc, la diagnosi differenziale include uno qualsiasi degli agenti delle infezioni trasmesse verticalmente che portano ad anomalie congenite. Tra questi quello della toxoplasmosi, della rosolia, dell'herpes simplex e della sifilide.
La toxoplasmosi congenita può simulare un'infezione congenita da CMV. È poco comune negli Stati Uniti; tuttavia, in alcune parti d'Europa, in particolare Francia e Belgio, la toxoplasmosi congenita è un problema comune e significativo. Contrariamente al CMV congenito, le calcificazioni intracraniche osservate nella toxoplasmosi congenita tendono a essere diffuse in tutto il cervello e non nella classica distribuzione periventricolare del CMV, che può essere un indizio importante.

## Clinica
Lo spettro clinico dell'infezione congenita da CMV varia ampiamente, dalla completa assenza di segni di infezione (infezione asintomatica) alla malattia disseminata potenzialmente pericolosa per la vita. Alla nascita, l'85-90% dei neonati infetti è asintomatico e il 10-15% presenta un'infezione clinica apparente (malattia sintomatica) La presentazione in quest'ultimo gruppo è un continuum di espressione della malattia i cui reperti più comuni sono petecchie, ittero, epatomegalia, splenomegalia, microcefalia e altri segni neurologici. I risultati di laboratorio e di imaging includono: trombocitopenia, transaminite (pertransaminasemia,) iperbilirubinemia diretta, corioretinite, anomalie di neuroimaging indicative di coinvolgimento del sistema nervoso centrale (SNC) e SNHL. Tuttavia, i criteri diagnostici dell'infezione sintomatica variano ampiamente in letteratura. Ad esempio, alcune serie di casi considerano asintomatici i soggetti con anomalie rilevate utilizzando test specifici, incluso SNHL, mentre altri no . E alcuni studi hanno classificato i neonati con basso peso alla nascita isolato come sintomatici, mentre altri no. Queste differenze possono spiegare parte della variabilità nella prevalenza dell'infezione sintomatica e della gravità della malattia tra gli studi.
Tra i neonati che sviluppano SNHL correlato al CMV, la perdita dell'udito può essere presente alla nascita o può essere ritardata nell'insorgenza. La SNHL a esordio tardivo si verifica durante i primi anni di vita, con un'età media di esordio di 33 mesi per i bambini sintomatici e 44 mesi per i bambini asintomatici. Circa il 50% dei bambini con SNHL ha un ulteriore deterioramento o progressione della perdita durante l'infanzia e il grado di perdita dell'udito può variare fino alla metà dei neonati. Pertanto, è importante che tutti i bambini con infezione congenita da CMV, indipendentemente dalla loro presentazione clinica alla nascita, ricevano un monitoraggio audiologico seriale durante i primi anni di vita per consentire la diagnosi precoce di un possibile SNHL. Anche se non è possibile offrire una terapia farmacologica specifica ai bambini che sviluppano SNHL correlato al CMV, l'identificazione precoce e gli interventi non farmacologici possono ridurre il danno funzionale derivante dalla perdita dell'udito, migliorando significativamente il linguaggio ricettivo ed espressivo e anche lo sviluppo socio-emotivo del il bambino affetto.
Complessivamente quasi il 50% dei bambini sintomatici e il 10% dei bambini asintomatici sviluppano un certo grado di perdita dell'udito, rendendo l'infezione congenita da CMV la principale causa non genetica di SNHL nei bambini. Si stima che quasi il 25% della perdita dell'udito nei bambini di 4 anni sia attribuibile a CMV congenito. Attualmente, i predittori di esito avverso nell'infezione da CMV congenita asintomatica non sono noti. Anche la compromissione vestibolare è stata segnalata frequentemente e forse può mostrare un progressivo deterioramento nel tempo. Inoltre, il CMV congenito è la principale causa virale di ritardo dello sviluppo neurologico, con un'ampia percentuale di neonati sintomatici che soffrono di un certo grado di disabilità psicomotorie e cognitive e con disabilità visiva in più della metà dei neonati sintomatici .
Poiché molti bambini affetti richiedono cure continue significative e speciali servizi terapeutici ed educativi, l'onere economico associato all'infezione congenita da CMV è notevole: negli Stati Uniti il costo annuale stimato dell'infezione congenita da CMV è fino a $ 2 miliardi nel 1992 di dollari (che è correlato con al di sopra di $ 3 miliardi di oggi), che ha contribuito alla identificazione della necessità di un vaccino CMV come una priorità per il 21 ° secolo.
Per i bambini che sono stati infettati dalla madre prima della nascita, esistono due potenziali scenari avversi:
L'infezione generalizzata può verificarsi nel neonato e può causare complicazioni come basso peso alla nascita , microcefalia , convulsioni , rash petecchiale simile all'eruzione cutanea "muffin ai mirtilli" della sindrome da rosolia congenita e moderata epatosplenomegalia (con ittero). Sebbene i casi gravi possano essere fatali, con un trattamento di supporto la maggior parte dei bambini con malattia da CMV sopravviverà.
Tuttavia, dall'80% al 90% avrà complicazioni entro i primi anni di vita che possono includere perdita dell'udito, disabilità visive e vari gradi di difficoltà di apprendimento.
Un altro 5-10% dei bambini infetti ma senza sintomi alla nascita avrà successivamente vari problemi di udito e mentali o di coordinazione. Non è ancora chiaro se l'infezione da CMVc possa causare ritardo mentale. I primi studi hanno dimostrato che l'infezione da CMVc influisce sullo sviluppo mentale dei bambini, il che ha un impatto drammatico sui loro comportamenti e manifestazioni a lungo termine.
Tuttavia, altri studi successivi, hanno trovato una forte evidenza di ritardo mentale (Quoziente d'intelligenza < 70) causato dall'infezione da CMVc.  Il CMV è la causa più comune di ipoacusia neurosensoriale non genetica nei bambini. L'insorgenza della perdita dell'udito può verificarsi in qualsiasi momento durante l'infanzia, sebbene comunemente entro la prima decade. È progressivo e può colpire entrambe le orecchie. Quanto prima la madre contrae il virus durante la gravidanza, tanto più gravi sono gli effetti sul feto, allo stesso modo l'incidenza di SNHL dipende da quale trimestre di gravidanza viene contratto il CMV. Il virus rappresenta il 20% dell'ipoacusia neurosensoriale nei bambini.
Questi rischi sembrano essere quasi esclusivamente associati a donne che in precedenza non sono state infettate da CMV e che stanno avendo la loro prima infezione con il virus durante la gravidanza. Sembra esserci poco rischio di complicanze correlate al CMV per le donne che sono state infettate almeno 6 mesi prima del concepimento. Per questo gruppo, che costituisce dal 50% all'80% delle donne in età fertile, il tasso di infezione da CMV neonatale è dell'1% e questi neonati sembrano non avere malattie o anomalie significative.
Per riassumere, durante una gravidanza, quando una donna che non ha mai avuto un'infezione da CMV viene infettata da CMV, c'è il rischio che dopo la nascita il bambino possa avere complicazioni correlate al CMV, le più comuni delle quali sono associate a perdita dell'udito, disabilità visiva, o diminuite capacità mentali e motorie. D'altra parte, neonati e bambini sani che acquisiscono il CMV dopo la nascita hanno pochi, se non nessuno, sintomi o complicanze. Tuttavia, i bambini nati prematuri e infettati da CMV dopo la nascita (soprattutto attraverso il latte materno) possono sperimentare disabilità cognitive e motorie più avanti nella vita. 
I sintomi associati al CMV, come la perdita dell'udito, possono causare un ulteriore ritardo dello sviluppo. Un ritardo nello sviluppo generale del linguaggio e del linguaggio è più comune nei bambini con CMV.  È stato riscontrato che i bambini con CMV sintomatico hanno una maggiore incidenza di complicanze neurologiche e dello sviluppo neurologico a lungo termine rispetto ai bambini con sindrome alcolica fetale o sindrome di Down. 
L'infezione congenita da citomegalovirus può essere una causa importante di emorragia intraventricolare e di encefalopatia .
Inoltre il CMVc è coinvolto nella comparsa di autismo, particolarmente l'infezione da CMV durante il terzo trimestre di gestazione, può aumentare il rischio di autismo.
| Nascita pretermine                                                        | [ 78 ] [ 79 ] |
| Aborto spontaneo e morte fetale                                           | [ 80 ] [ 81 ] [ 82 ] [ 83 ] |
| Manifestazioni neurologiche                                               | |
| Microcefalia                                                              | È fra i fattori predittivi più specifici di severo deficit dello sviluppo psicomotorio. Rilevato nel 53% dei neonati sintomatici. |
| Letargia, ipotonia o scarsa alimentazione                                 | [ 49 ] [ 87 ] [ 88 ] [ 89 ] |
| Convulsioni                                                               | rilevate nel 7% dei neonati sintomatici |
| Meningoencefalite                                                         | [ 47 ] [ 92 ] |
| Manifestazioni neurosensoriali                                            | |
| Corioretinite e atrofia o ipoplasia del nervo ottico, problemi alla vista | si tratta prevalentemente di corioretinite, che colpisce circa il 10/20% dei neonati sintomatici ed è spesso associata a manifestazioni neurologiche.. Problemi alla vista sono stati riscontrati anche nel 3,1% dei neonati asintomatici. Strabismo, cataratta, microftalmo, ipotonia oculare, malformazioni della camera anteriore sono molto rari                                                             |
| Ipoacusia neurosensoriale                                                 | il CMV è la più importante causa di sordità nell’infanzia. Si manifesta in circa il 12,2% dei neonati asintomatici e circa il 30-40% dei sintomatici . In studi condotti su bambini con sordità neurosensoriale ad eziologia sconosciuta, è stata riconosciuta retrospettivamente un’infezione congenita da CMV nel 10% dei casi con sordità esordita nei primi due mesi di vita e nel 34% dei casi con sordità. |
| Manifestazioni non neurologiche                                           | |
| Epatomegalia                                                              | Fegato ingrossato rilevato nel 40-60% dei neonati sintomatici |
| Splenomegalia                                                             | [ 40 ] [ 95 ] [ 96 ] |
| Petecchie e porpora, secondarie a trombocitopenia                         | Di solito si trovano entro poche ore dalla nascita e persistono per diverse settimane. Rilevate nel 70/80% dei neonati sintomatici |
| Ittero protratto a bilirubina diretta ed ipertransaminasemia.             | Rilevato nel 67% dei neonati sintomatici |
| Polmonite interstiziale.                                                  | [ 97 ] [ 98 ] |
| Trombosi aortica                                                          | [ 99 ] [ 100 ] |
| Difetti dello smalto dentario.                                            | [ 101 ] [ 102 ] |

## Trattamento
In caso di infezione fetale confermata, poiché una percentuale significativa di neonati infetti ha un esito normale, i genitori devono essere informati sui rischi accertati di infezione sintomatica e morbilità a lungo termine a seguito di infezione intrauterina da CMV, al fine di guidare il processo decisionale in merito alle opzioni di interruzione della gravidanza o di gestione della gravidanza, mentre le terapie intrauterine rimangono sperimentali.
Ad oggi non sono disponibili trattamenti prenatali efficaci e sicuri per prevenire la trasmissione madre-feto dell’infezione. Il trattamento con farmaci antivirali (ganciclovir o valganciclovir) delle infezioni congenite sintomatiche da CMV da iniziare nel primo mese di vita e sotto il controllo del pediatra può ridurre i danni  (in particolare il deterioramento della funzione uditiva e psicomotoria dei bambini infetti). Tuttavia, il valganciclovir può avere effetti collaterali gravi.
I progressi nella terapia antivirale neonatale per i bambini sintomatici sono stati sostanziali negli ultimi anni. Gli studi che valutano il trattamento dell'infezione congenita da CMV sono iniziati 30 anni fa, con ganciclovir (GCV, che è un analogo aciclico della deossiguanosina) endovena per essere poi sostituito dal valganciclovir (VGCV un L-valin estere del aciclovir)  orale come farmaco di prima scelta.
Il trattamento del CMVc viene normalmente avviato solo per i neonati affetti-severamente moderati. Il trattamento di solito viene iniziato solo entro il primo mese di vita e ad oggi non ci sono prove a sostegno del trattamento dopo questo periodo. Neonati e bambini di età compresa tra 4 mesi e 4 anni potrebbero essere idonei al trattamento come parte di studi di ricerca). Il valganciclovir orale deve essere iniziato nei bambini allattati per via enterale alla dose di 16 mg/kg due volte al giorno. La dose deve essere aggiustata se si verificano effetti collaterali.
L'esperienza con gli agenti antivirali per la profilassi e la terapia con CMVc è limitata. Somministrare la terapia anti-CMV solo dopo aver consultato un esperto che abbia familiarità con i dosaggi e gli effetti avversi. Gli agenti antivirali possono essere somministrati a scopo terapeutico per la malattia da CMV accertata o a scopo profilattico (ossia, terapia preventiva) quando il rischio di sviluppo della malattia da CMV è elevato .

### Trattamenti prenatali
Per le donne in cui si riscontra l'infezione da CMV durante la gravidanza sono possibili trattamenti mirati a ridurre il rischio di trasmissione del CMV dalla mamma al feto. 
Il trattamento con globulina iperimmune nelle madri con infezione primaria da CMV si è dimostrato efficace nella prevenzione delle malattie congenite in diversi studi.  Uno studio non ha mostrato una diminuzione significativa del rischio di infezione congenita da citomegalovirus. Un'altra opzione di trattamento prenatale off-label è la somministrazione orale di valaciclovir in donne in gravidanza con feti infetti da CMV moderatamente sintomatici. Uno studio, non randomizzato e non controllato ha dimostrato un esito migliore nei neonati di donne trattate con valaciclovir ad alte dosi (82% neonati asintomatici con infezione da CMV) rispetto al gruppo di controllo storico non trattato (43% dei neonati infetti asintomatici). Le donne in gravidanza con feti infetti da CMV gravemente sintomatici sono state escluse dallo studio, rendendo più difficile l'interpretazione di questi risultati. Gli eventi avversi riportati includono cefalea transitoria (2/41; 4,81%) e un aumento clinicamente non rilevante (< 40 UI/L) dei livelli di AST e ALT. Altri studi avrebbero confermato che la somministrazione di valaciclovir ad alte dosi alle gestanti infette ridurrebbe il rischio di trasmissione verticale. Entrambi i trattamenti prenatali (anti-virali, immunoglubuline) pur essendo già inseriti in alcuni trials clinici non hanno, al 2021, superato tutte le necessarie verifiche e comportano l'utilizzo off-label dei farmaci con una specifica sottoscrizione del consenso informato.

### Interruzione della gravidanza
Nei paesi dove è regolamentata legalmente l'interruzione di gravidanza, dopo che alla gestante sono state comunicate le percentuali di rischio di danni e sequele correlate al CMVc del feto può essere comunicata la possibilità di interrompere la gravidanza.
L'interruzione della gravidanza viene tipicamente discussa dopo che sono emersi segni diagnostici suggestivi di un alto rischio di danni al bambino correlati al CMVc pur in mancanza di certezza di un danno rilevante ed attuale per il feto. Ad esempio dopo il riconoscimento di una infezione primaria nel primo trimestre o dopo l'amniocentesi o la cordocentesi positiva al CMV o risultati ecografici o con RM che evidenziano anomalie correlate al CMVc. Gravi anomalie dell'ecografia cerebrale sono associate a una prognosi infausta. La prognosi di un feto infetto che non mostra caratteristiche ecografiche o anomalie ecografiche non gravi è difficile da stabilire fino alla fine del secondo o terzo trimestre di gravidanza.
In Italia la legge 194/78 consente, a certe condizioni, questa interruzione di gravidanza, cosiddetto "aborto terapeutico", oltre il 90º giorno dal concepimento.
Riferendosi proprio ad un caso di CMVc la sentenza numero 653 pubblicata il 15.01.2021 della III Sezione civile della Corte di Cassazione conclude che: "il medico che non informi correttamente e compiutamente la gestante dei rischi di malformazioni fetali correlate a una patologia dalla medesima contratta può essere chiamato a risarcire i danni conseguiti alla mancata interruzione della gravidanza alla quale la donna dimostri che sarebbe ricorsa a fronte di un grave pregiudizio per la sua salute fisica o psichica".

### Prevenzione
Al 2021 non è disponibile un vaccino contro il CMV anche se da vari anni sono cominciati gli studi al riguardo. Le prime misure di prevenzione possono essere adottate per ridurre il rischio di contagio della madre.  Durante tutta la gravidanza, si deve praticare una buona igiene personale, in particolare lavandosi le mani con acqua e sapone, dopo il contatto con pannolini o secrezioni orali (in particolare con un bambino che è all'asilo). Dovrebbe essere evitata la condivisione di cibo, utensili per mangiare e bere e il contatto con la saliva dei bambini. La trasmissione del CMV a donne in età fertile è normalmente intrafamiliare, ma del rischio devono essere informate anche le addette agli asili nido.
Il contatto con i bambini che si trovano negli asili nido, dove l'infezione da CMV è comunemente trasmessa tra i bambini piccoli, è una comune fonte di esposizione al CMV.
Le donne che sviluppano una malattia simile alla mononucleosi durante la gravidanza dovrebbero essere valutate per l'infezione da CMV e informate sui possibili rischi per il nascituro.
È possibile eseguire test di laboratorio per gli anticorpi anti-CMV per determinare se una donna ha già avuto un'infezione da CMV.